# Sadio Mané
Sadio Mané (* 10. dubna 1992 Sédhiou) je senegalský profesionální fotbalista, který hraje na pozici křídelníka či útočníka za saúdský klub Al-Nassr FC a za senegalský národní tým.
Začátkem roku 2022 triumfoval na Africkém poháru národů a napravil své zklamání z předchozího turnajového finále z roku 2019, v němž se Senegalem prohrál. Pro Senegal to bylo první vítězství. Mané se stal nejlepším hráčem turnaje

## Klubová kariéra

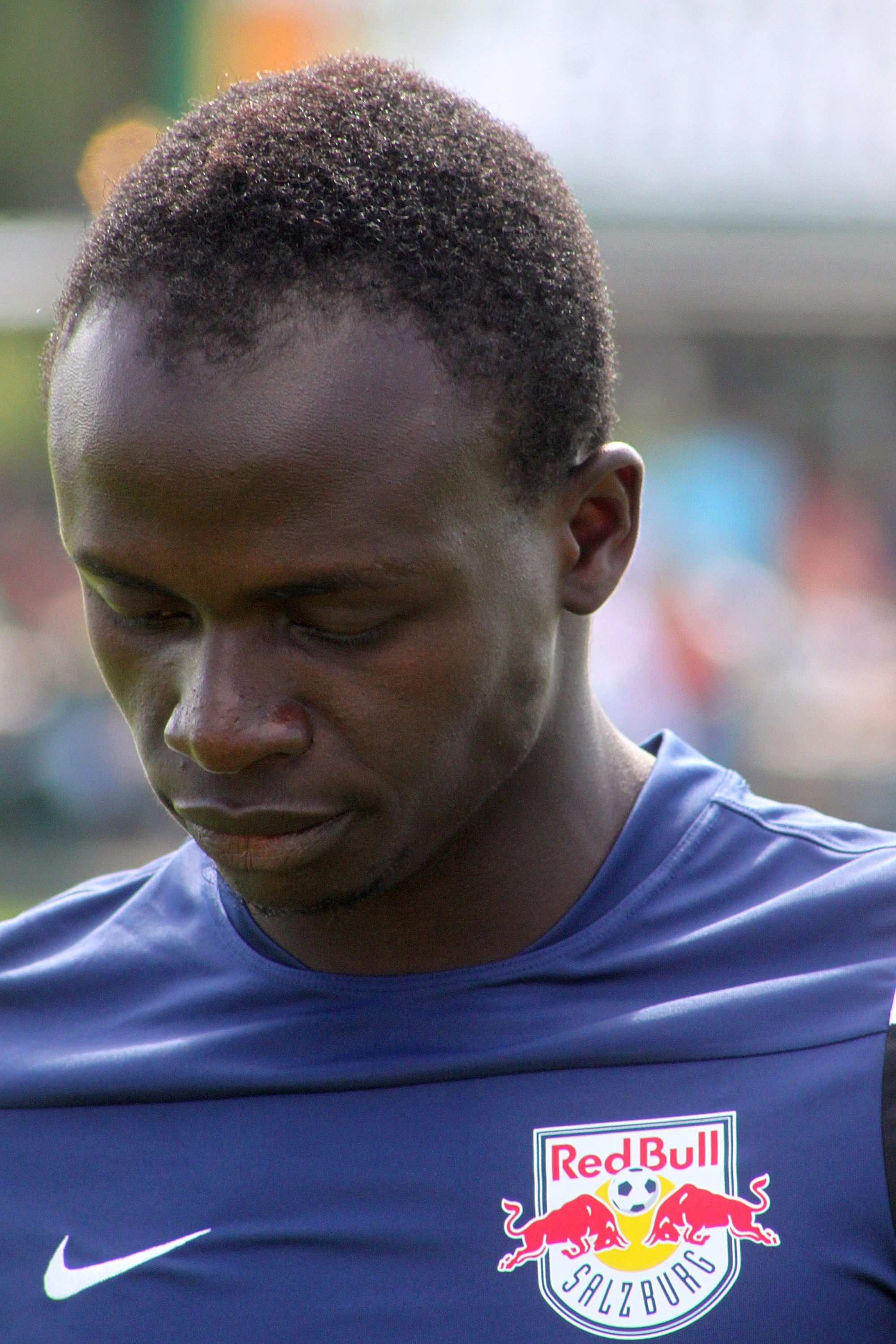
Sadio Mané během působení v RB Salzburg (2014)

### FC Metz a RB Salzburg
Sadio Mané hrál ve Francii za FC Metz. V srpnu 2012 přestoupil do rakouského ambiciózního týmu FC Red Bull Salzburg. Vyhrál s týmem v sezóně 2013/14 tzv. double (rakouskou Bundesligu i národní pohár ÖFB-Cup).

### Southampton
V září 2014 přestoupil do anglického klubu Southampton FC hrajícího Premier League. 16. května 2015 v posledním domácím zápase sezóny 2014/15 vstřelil během dvou minut a 56 sekund nejrychlejší hattrick v historii Premier League (překonal rekord Robbieho Fowlera z roku 1994 – 4 minuty a 33 sekund). Těmito třemi góly pomohl Southamptonu k vysoké výhře 6:1 nad Aston Villa FC.

### Liverpool
V červnu 2016 přestoupil do Liverpool FC za částku 34 miliónu britských liber a podepsal 5letý kontrakt.
Německý trenér Jürgen Klopp Maného zasadil do útočného trojzubce vedle Roberta Firmina a Mohameda Salaha a tato trojice se stala jedním z nejlepších útoků v Evropě.

#### Sezóna 2017/18
První zápas osmifinále Ligy mistrů 14. února 2018 na půdě Porta na sebe vzal roli klíčového hráče, když hattrickem pomohl vyhrát 5:0 a uštědřit domácím historickou porážku.
První zápas čtvrtfinále 4. dubna doma proti Manchesteru City vstřelil závěrečný gól na 3:0 ještě v prvním poločase.

#### Sezóna 2018/19
V zápase Premier League s Burnley 10. března 2019 vstřelil stejně jako Roberto Firmino po dvou gólech a pomohl v souboji o mistrovský titul s Manchesterem City ke tříbodovému zisku, který po výhře 4:2 následoval. Před publikem stadionu Anfield slavil svůj gól v šestém ligovém zápase po sobě, což se před ním podařilo jen čtyřem fotbalistům – Michaelu Owenovi, Fernandu Torresovi, Luisi Suárezovi a Mohamedu Salahovi.

#### Sezóna 2019/20
Společně se spoluhráči zamířili v ročníku 2019/20 za ziskem titulu. V srpnu Mané vstřelil dva góly do brány Chelsea v evropském superpoháru, který Liverpool vyhrál 5:4 v penaltovém rozstřelu.
Po úvodním vítězství v Premier League s Norwichem se ve druhém kole zaskvěl proti Southamptonu, svému bývalému klubu, a gólem a asistencí pomohl k výhře 2:1.
Utkání Premier League doma 5. října proti Leicesteru City bylo Maného stým za Liverpool a během něj vsítil svůj 50. gól v anglické lize právě za Liverpool, ten nakonec 2:1 vyhrál.
V lednu 2020 stále platilo, že s Maném v základní sestavě Liverpool v domácím prostředí stadionu Anfield v Premier League neprohrál.

#### Sezóna 2020/21
Mané odehrál 13. února 2021 svůj 200. zápas za Liverpool, který toho dne konfrontoval Leicester. Ačkoliv se Liverpool dostal do vedení 1:0, prohrál nakonec 1:3 a tím i svůj třetí zápas v řadě.

#### Sezóna 2021/22
Na půdě Watfordu vyhrál Liverpool 16. října 2021 výsledkem 5:0 a Maného tým tak prodloužil neporazitelnost i přes 8. ligové kolo. Jím vstřelený úvodní gól zápasu byl jeho 100. trefou v Premier League, což se z Afričanů před ním podařilo jen Didieru Drogbovi a Maného spoluhráči Salahovi. O osm dní později byl u další venkovní výhry 5:0, tentokráte na půdě rivala Manchesteru United v rámci Severozápadního derby.
Proti Realu Madrid ve finále Ligy mistrů nastoupil 28. května 2022 na Stade de France v základní sestavě a trefil tyč, jeho Liverpool však soupeři podlehl výsledkem 0:1.

### Bayern Mnichov
Mané přestoupil v létě 2022 z Liverpoolu do Bayernu Mnichov. Třicetiletý Senegalec uzavřel s úřadujícím německým mistrem tříletou smlouvu. Bayern za Maného zaplatil asi 32 milionů eur.

### Al-Nassr FC
V létě 2023 Přestoupil za 30mil € do Al-Nassru kde uzavřel smlouvu do roku 2027.

## Reprezentační kariéra
V seniorské reprezentaci Senegalu debutoval v roce 2012.
Zúčastnil se LOH 2012 ve Spojeném království.
Zúčastnil se Mistrovství světa ve fotbale 2018.
V lednu 2022 odcestoval na o rok odložený Africký pohár národů, na kterém se Senegal ocitl ve skupině vedle Zimbabwe, Guineji a Malawi. Senegal ze skupiny postoupil s pěti body za jednu výhru a dvě remízy. Tento jediný gól vstřelil Mané již v prvním zápase 10. ledna, kdy v 97. minutě – tedy sedmé minutě nastaveného času – z penalty překonal brankáře Zimbabwe. Během osmifinále se hlavou srazil se soupeřovým brankářem Vozinhou, který byl za toto následně vyloučen. Mané o pár minut později otevřel skóre zápasu, ve kterém Senegal porazil 2:0 Kapverdy. U závěrečného hvizdu již nebyl přítomen, byl preventivně střídán i kvůli podezření na otřes mozku. V semifinále 2. února 2022 proti Burkině Faso vstřelil třetí gól svého týmu. Senegal vyhrál 3:1 a zahrál si potřetí v historii finále. Mané dorovnal 29 gólů Henriho Camary, do té doby nejlepšího senegalského střelce. Ve finále čelil svému klubovému spoluhráči Mohamedu Salahovi. Ani v prodloužení nepadl gól a došlo na penaltový rozstřel, ve kterém Mané proměnil tu rozhodující a zaručil Senegalu první trofej z tohoto turnaje. Následně se dočkal ocenění pro nejlepšího hráče turnaje, zaznamenal mimo jiné tři góly a dvě asistence.

## Statistiky

### Klubové
K zápasu odehranému 29. srpna 2020
| Klub              | Sezóna  | Liga                | Liga   | Liga | Národní pohár | Národní pohár | Ligový pohár | Ligový pohár | Evropské poháry | Evropské poháry | Ostatní | Ostatní | Celkem | Celkem |
| Klub              | Sezóna  | Liga                | Zápasy | Góly | Zápasy        | Góly          | Zápasy       | Góly         | Zápasy          | Góly            | Zápasy  | Góly    | Zápasy | Góly   |
| ----------------- | ------- | ------------------- | ------ | ---- | ------------- | ------------- | ------------ | ------------ | --------------- | --------------- | ------- | ------- | ------ | ------ |
| Metz              | 2011/12 | Ligue 2             | 19     | 1    | 0             | 0             | 0            | 0            | —               | —               | —       | —       | 19     | 1      |
| Metz              | 2012/13 | National            | 3      | 1    | 0             | 0             | 1            | 0            | —               | —               | —       | —       | 4      | 1      |
| Metz              | Celkem  | Celkem              | 22     | 2    | 0             | 0             | 1            | 0            | 0               | 0               | —       | —       | 23     | 2      |
| Red Bull Salzburg | 2012/13 | Rakouská Bundesliga | 26     | 16   | 3             | 3             | —            | —            | —               | —               | —       | —       | 29     | 19     |
| Red Bull Salzburg | 2013/14 | Rakouská Bundesliga | 33     | 13   | 4             | 5             | —            | —            | 13              | 5               | —       | —       | 50     | 23     |
| Red Bull Salzburg | 2014/15 | Rakouská Bundesliga | 4      | 2    | 1             | 1             | —            | —            | 3               | 0               | —       | —       | 8      | 3      |
| Red Bull Salzburg | Celkem  | Celkem              | 63     | 31   | 8             | 9             | 0            | 0            | 16              | 5               | —       | —       | 87     | 45     |
| Southampton       | 2014/15 | Premier League      | 30     | 10   | 0             | 0             | 2            | 0            | —               | —               | —       | —       | 32     | 10     |
| Southampton       | 2015/16 | Premier League      | 37     | 11   | 1             | 0             | 2            | 3            | 3               | 1               | —       | —       | 43     | 15     |
| Southampton       | Celkem  | Celkem              | 67     | 21   | 1             | 0             | 4            | 3            | 3               | 1               | —       | —       | 75     | 25     |
| Liverpool         | 2016/17 | Premier League      | 27     | 13   | 0             | 0             | 2            | 0            | —               | —               | —       | —       | 29     | 13     |
| Liverpool         | 2017/18 | Premier League      | 29     | 10   | 2             | 0             | 0            | 0            | 13              | 10              | —       | —       | 44     | 20     |
| Liverpool         | 2018/19 | Premier League      | 36     | 22   | 0             | 0             | 1            | 0            | 13              | 4               | —       | —       | 50     | 26     |
| Liverpool         | 2019/20 | Premier League      | 35     | 18   | 1             | 0             | 0            | 0            | 8               | 2               | 3       | 2       | 47     | 22     |
| Liverpool         | 2020/21 | Premier League      | 0      | 0    | 0             | 0             | 0            | 0            | 0               | 0               | 1       | 0       | 1      | 0      |
| Liverpool         | Celkem  | Celkem              | 127    | 63   | 3             | 0             | 3            | 0            | 34              | 16              | 4       | 2       | 171    | 81     |
| Celkem            | Celkem  | Celkem              | 279    | 117  | 11            | 9             | 8            | 3            | 53              | 22              | 4       | 2       | 356    | 153    |

1. ↑  Zápasy v ÖFB-Cupu a FA Cupu
2. ↑  Zápasy v Coupe de la Ligue a EFL Cupu
3. 1 2 3 4 5  Zápasy v Lize mistrů UEFA
4. 1 2  Zápasy v Evropské lize UEFA
5. ↑  Zápasy v Superpoháru UEFA
6. ↑  Zápasy na Mistrovství světa klubů
7. ↑  Zápasy v Community Shieldu

### Reprezentační
K zápasu odehranému 17. listopadu 2019
| Senegal | Senegal | Senegal |
| Rok     | Zápasy  | Góly    |
| ------- | ------- | ------- |
| 2012    | 6       | 2       |
| 2013    | 8       | 1       |
| 2014    | 9       | 3       |
| 2015    | 9       | 3       |
| 2016    | 7       | 1       |
| 2017    | 10      | 4       |
| 2018    | 9       | 1       |
| 2019    | 11      | 4       |
| Celkem  | 69      | 19      |

K zápasu odehranému 17. listopadu 2019.Skóre a výsledky Senegalu jsou vždy zapisovány jako první
| Gól | Datum              | Místo                                                           | Zápas | Soupeř            | Skóre | Výsledek | Soutěž                                   |
| --- | ------------------ | --------------------------------------------------------------- | ----- | ----------------- | ----- | -------- | ---------------------------------------- |
| 1.  | 2. června 2012     | Stade Léopold Sédar Senghor, Dakar, Senegal                     | 2.    | Libérie           | 3:1   | 3:1      | Kvalifikace na Mistrovství světa 2014    |
| 2.  | 14. listopadu 2012 | Stade Général Seyni Kountché, Niamey, Niger                     | 6.    | Niger             | 1:1   | 1:1      | Přátelský zápas                          |
| 3.  | 7. září 2013       | Stade de Marrakech, Marrákeš, Maroko                            | 12.   | Uganda            | 1:0   | 1:0      | Kvalifikace na Mistrovství světa 2014    |
| 4.  | 5. března 2014     | Stade Municipal Saint-Leu-la-Forêt, Saint-Leu-la-Forêt, Francie | 15.   | Mali              | 1:0   | 1:1      | Přátelský zápas                          |
| 5.  | 5. září 2014       | Stade Léopold Sédar Senghor, Dakar, Senegal                     | 18.   | Egypt             | 2:0   | 2:0      | Kvalifikace na Africký pohár národů 2015 |
| 6.  | 10. září 2014.     | Botswana National Stadium, Gaborone, Botswana                   | 19.   | Botswana          | 1:0   | 2:0      | Kvalifikace na Africký pohár národů 2015 |
| 7.  | 13. června 2015    | Stade Léopold Sédar Senghor, Dakar, Senegal                     | 27.   | Burundi           | 3:1   | 3:1      | Kvalifikace na Africký pohár národů 2017 |
| 8.  | 5. září 2015       | Sam Nujoma Stadium, Windhoek, Namibie                           | 28.   | Namibie           | 2:0   | 2:0      | Kvalifikace na Africký pohár národů 2017 |
| 9.  | 13. listopadu 2015 | Mahamasina Municipal Stadium, Antananarivo, Madagaskar          | 31.   | Madagaskar        | 2:2   | 2:2      | Kvalifikace na Mistrovství světa 2018    |
| 10. | 4. června 2016     | Prince Louis Rwagasore Stadium, Bujumbura, Burundi              | 36.   | Burundi           | 1:0   | 2:0      | Kvalifikace na Africký pohár národů 2017 |
| 11. | 15. ledna 2017     | Stade de Franceville, Franceville, Gabon                        | 41.   | Tunisko           | 1:0   | 2:0      | Africký pohár národů 2017                |
| 12. | 19. ledna 2017     | Stade de Franceville, Franceville, Gabon                        | 42.   | Zimbabwe          | 1:0   | 2:0      | Africký pohár národů 2017                |
| 13. | 27. března 2017    | Stade Sébastien-Charléty, Paříž, Francie                        | 45.   | Pobřeží slonoviny | 1:0   | 1:1      | Přátelský zápas                          |
| 14. | 5. září 2017       | Stade du 4 Août, Ouagadougou, Burkina Faso                      | 47.   | Burkina Faso      | 2:2   | 2:2      | Kvalifikace na Mistrovství světa 2018    |
| 15. | 24. června 2018    | Centrální stadion, Jekatěrinburg, Rusko                         | 54.   | Japonsko          | 1:0   | 2:2      | Mistrovství světa 2018                   |
| 16. | 26. března 2019    | Stade Léopold Sédar Senghor, Dakar, Senegal                     | 60.   | Mali              | 1:1   | 2:1      | Přátelský zápas                          |
| 17. | 1. července 2019   | 30 June Stadium, Káhira, Egypt                                  | 62.   | Keňa              | 2:0   | 3:0      | Africký pohár národů 2019                |
| 18. | 1. července 2019   | 30 June Stadium, Káhira, Egypt                                  | 62.   | Keňa              | 3:0   | 3:0      | Africký pohár národů 2019                |
| 19. | 5. července 2019   | Cairo International Stadium, Káhira, Egypt                      | 63.   | Uganda            | 1:0   | 1:0      | Africký pohár národů 2019                |

## Ocenění
Red Bull Salzburg
- Bundesliga: 2013/14
- ÖFB-Cup: 2013/14

Liverpool
- Premier League: 2019/20[27]
- UEFA Champions League: 2018/19[28]
- Superpohár UEFA: 2019[29]
- Mistrovství světa klubů: 2019[30]

Individuální
- CAF Jedenáctka sezóny: 2015,[31] 2016,[32] 2018,[33] 2019[34]
- Tým roku Premier League podle PFA – 2016/17,[35] 2018/19,[36] 2019/20[37]
- Hráč měsíce Premier League: Srpen 2017, Březen 2019, Listopad 2019[27]
- Liverpoolský hráč sezóny podle fanoušků: 2016/17[38]
- Liverpoolský hráč sezóny podle hráčů: 2016/17[39]
- Premier League Golden Boot: 2018/19[27]
- Jedenáctka sezóny Ligy mistrů UEFA: 2018/19[40]
- Jedenáctka sezóny podle UEFA: 2019[41]
- Africký fotbalista roku: 2019,[42] 2021/22[43]
- Onze d'Or: 2018/19[44]
- Nejlepší jedenáctka podle ESM – 2018/19[45]
- Jedenáctka roku podle IFFHS: 2019[46]
- Hráč roku Premier League podle fanoušků: 2019/20[47]